# مخطوطة قديمة
مخطوطة قديمة (بالألمانية: Ein altes Blatt) قصة قصيرة ألمانية من تأليف الكاتب التشيكي فرانز كافكا، كتبها في النصف الأخير من شهر مارس من العام 1917، ونشرت في عام 1919 في مجموعة من قصص كافكا تحت عنوان «طبيب ريفي» (Ein Landarzt). العنوان الأصلي للقصة كان «مخطوطة قديمة من الصين» (Ein altes Blatt aus china) في إشارة من كافكا إلى قصته الأخرى «سور الصين العظيم».

## القصة
تبدأ القصة عندما يفتح صانع أحذية متجره مع بزوغ الفجر، ومن ثم يلاحظ مجموعة كبيرة ملأت ساحة المدينة من الرحل هاجروا من الشمال، ومع استقراراهم في المدينة لم يظهروا أي علامة للتحضر والثقافة وحولوا المدينة إلى مكان قذر، وأيضاً فهم لم يظهروا أي احترام لسكان المدينة وراحوا يأخذون ما يريدون من الأسواق بدون دفع المستحقات. وفي أثناء هذه الفوضى يظهر الإمبراطور من أحد نوافذ قصره ينظر إلى مدينته وهي تنهار في أيدي مجموعة غريبة من المخربين ومع ذلك فلا يقدر على فعل شيء.

## وصلات خارجية
- مخطوطة قديمة، على ويكي مصدر الألمانية.
- مخطوطة قديمة، على AbeBooks.